# 天主教河南总修院
天主教河南总修院位于开封东郊的羊尾铺村东，由罗马教廷传信部拨款修建于1930年。

## 历任院长
- 罗克信（意大利籍）1931—1941年
- 张景芳（意大利籍）1942—1946年
- 博览阁（意大利籍）1947—1953年
- 马昌仁（中国籍）1953—1958年

## 建筑

### 教堂

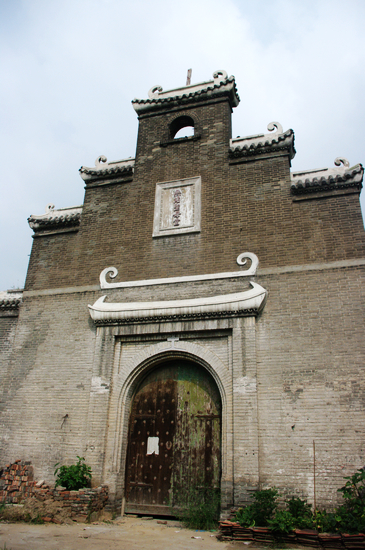
河南总修院无玷圣母堂

河南总修院有附属教堂一座，名为无玷圣母堂，坐东朝西，建筑风格与总修院一致。教堂南侧靠近正门处，有一连廊与总修院主楼连接。

## 现状
2000年9月25日，因其中西合璧的建筑特色、宏大庄重的建筑风格，被河南省人民政府公布为第三批河南省文物保护单位。
2013年，被公布为第七批全国重点文物保护单位

## 外部連結
- 第三批河南省文物保护单位名录 河南文物网